# Салтівське (електродепо)
Електродепо «Салті́вське» (ТЧ-2) — історично друге електродепо Харківського метрополітену. Обслуговує Салтівську лінію.
Депо розташоване між Журавлівською греблею і вулицею Академіка Павлова.

## Історія
- 1984 — Здано першу чергу депо.
- 1988 — добудовані майстерні з ремонту рухомого складу (РМС).
- 2002 — Оновлено вагоно-мийний комплекс.

## Облаштування депо
Депо з'єднується зі станцією «Академіка Барабашова» двоколійною сполучною гілкою. На території депо базується Пункт відновлювальних засобів (ПВЗ) для оперативного реагування у разі виникнення критичних ситуацій в метрополітені.

### Лінії, які обслуговуються
| # | Лінія            | Роки   |
| - | ---------------- | ------ |
| 2 | Салтівська лінія | З 1984 |

## Рухомий склад
- 81-717/714
- 81-7036/7037

Серед спеціального рухомого складу є:
- Поливомийний вагон (№ 2325).

## Інше
- Всього у депо базуються 105 пасажирських вагонів, з них 42 головних.
- Середньодобовий пробіг вагонів за Салтівської лінії — 351,7 км.
- Система депо включає в себе 33 залізничні стрілки.